# Felix Anton Blau
Felix Anton Blau, auch Felix Anton Blaue (* 15. Februar 1754 in Walldürn im Odenwald; † 23. Dezember 1798 in Mainz) war ein deutscher katholischer Priester, Theologe, Politiker (Jakobiner) und als einer der radikalsten Aufklärer im deutschen Katholizismus auch einer der führenden Köpfe der kurzlebigen Mainzer Republik nach der Französischen Revolution. Er lebte lange in Paris und Mainz.

## Berufliche Laufbahn
Blau wurde im Mai 1779 zum Priester geweiht, worauf er Kaplan in der Pfarrkirche St. Agatha in Aschaffenburg wurde. 1782 wurde er Professor für Philosophie in Mainz. Im Jahre 1784 promovierte er hier im Fach Theologie und wurde Professor für Dogmatik mit Lehrstuhl an der bischöflichen Universität Mainz und Kanonikus. Zeitweise war er auch Subregens des Priesterseminars. Trotz seines hier vorwiegend reaktionären Arbeitsumfeldes engagierte er sich ganz im Geiste des kantianischen Zeitalters der Aufklärung gegen Orthodoxie und für eine stärkere Politisierung oder Demokratisierung sowie für Republikanismus und erlaubte bei seinen Kommilitonen das Lesen kritischer Schriften, wobei er sich mit den Zielen der Revolution, als Ausdruck der friedlichen Radikalisierung der europäischen Politik, solidarisierte. Hierdurch war er ein früher Vertreter der Ideen der französischen Revolution.
Felix Blau gehörte dem Mainzer Kreis des Illuminatenordens an und lernte auf Empfehlung im Sommer 1791 Friedrich Münter in Mainz kennen, mit dem er Freundschaft schloss und einen ausgedehnten Briefwechsel führte, der nur durch die französische Besatzung von Mainz unterbrochen wurde. Am 7. November 1792 trat Blau auch dem Mainzer Jakobinerklub (Mainzer Clubisten) bei.
Bei der Einnahme von Mainz durch die Franzosen am 21. Oktober 1792 erhielt er durch die Empfehlung seines alten Freundes Anton Joseph Dorsch, welcher ein Jahr zuvor nach Frankreich ausgewandert war, eine Stelle bei der Administration (Verwaltung), welche in Mainz provisorisch für das Erzstift und die Bistümer Worms und Speyer errichtet worden war. 1793 nahm er wie Georg Forster – der über Blau nach ihren häufigen Treffen viel Gutes sagte – im März als Deputierter des rheinischen Nationalkonventes teil. Anfangs noch gemäßigt, wurde er dennoch, bei der Eroberung von Mainz, als Dorsch Abgesandte der Regierung nach Frankreich zurückgeleitete und Blau sich auf einer Reise von Mainz nach Landau befand, bei Guntersblum durch deutsche Truppen gefangen und für zweiundzwanzig Monate in preußische Festungshaft (Festung Königstein) genommen. Als Anhänger der Mainzer Republik wurde er von Landsleuten verfemt, denunziert und als „Landesverräter“ (Brief F. Blaus aus Paris an Fr. Münter nach Kopenhagen) verurteilt. Er trat aus der Kirche aus. Durch Gefangenenaustausch, der von Mainzer Behörden betrieben wurde, erlangte er im Jahre 1795 beim Frieden von Basel wieder die Freiheit und emigrierte nach Paris, beziehungsweise wurde er dorthin als Bedingung der Mainzer Behörden für seine Freilassung gesendet. Hier war er sechs Monate lang bei der Commission de l’instruction publique angestellt und gab im Folgejahr, nach Aufhebung der Kommission, bis Sommer 1797 gemeinsam mit Georg Wilhelm Böhmer und seinem langjährigen engsten Freund Dorsch die deutsche Zeitschrift Der Pariser Zuschauer heraus, deren Beiträge sich für die Rückgewinnung des linken Rheinufers, also die Vereinigung der Rheinlande mit Frankreich einsetzten. Mit Böhmer war er ebenfalls um 1797 Friedensrichter in Bitburg.
Er kritisierte den Offenbarungsglauben seiner Zeit und setzte sich mit Dorsch zusammen  für eine umfassende Kultusreform ein.  Wichtige Ziele Blaus waren die Trennung von Kirche und Staat und die „Heilswahrheit“ des Katholizismus rationalistisch zu deuten (vergleiche auch: Theologischer Rationalismus). In Paris verkehrte Blau beispielsweise auch mit  dem fränkischen Juristen und Publizisten Georg Friedrich Rebmann oder dem Kieler Professor Carl Friedrich Cramer, die, wie er Flüchtlinge oder Verfolgte waren. Nach Abtretung des linken Rheinufers fand er im Pariser Justizministerium eine neue Anstellung und wurde 1798 Kriminalrichter im neuen französischen Département Donnersberg sowie Bibliothekar der Zentral- und Spezialschule Mainz, der im selben Jahr aufgelösten Mainzer Universität.
Er starb 44-jährig an einer Lungenentzündung am 3. Nivôse des 7. Jahres der Republik in Mainz. Bestattet wurde er im damaligen Seminarhof, heute Teil des Mainzer Altersheims.
Ihm zu Ehren wurde dort im Mai 1799 feierlich eine Büste enthüllt, die jedoch heute als verschollen gilt. In seinem Heimatort Walldürn wurde viele Jahrzehnte später eine Straße nach ihm benannt.

## Werke
- De regula fidei catholicae. 1780.
- Beiträge zur Verbesserung des äußeren Gottesdienstes in der Catholischen Kirche. anonym zusammen mit dem Befreiungstheologen Andreas Joseph Dorsch 1789 veröffentlicht.
- Kritische Geschichte der kirchlichen Unfehlbarkeit zur Beförderung einer freien Prüfung des Katholicismus. Frankfurt 1791 (anonym).
- Theses selectae de sacramentis. 1791.
- Programma de vera notione libertatis humanae. Moguntiae. Crass. 1784.
- Aphorismi Logices Et Metaphysices. Moguntiae. 1784. (Digitalisat)
- Uiber die Bilder Verehrung mit Rücksicht auf das neue Algesheimer Wunderbild. Mainz 1788 (Digitalisat)
- Über die moralische Bildung des Menschen. 1795.
- Kritik der seit der Revolution in Frankreich gemachten Religionsverordnungen. Straßburg 1797.